# Самаев, Урматбек Обозбекович
Урматбек Обозбекович Самаев (род. 25 мая 1986, с. Онбир-Жылга, Киргизская ССР) — политический деятель Кыргызстана, депутат Жогорку Кенеша Кыргызской Республики  VI созыва.

## Биография
Урматбек Самаев родился 25 мая 1986 года в селе  Онбир-Жылга Чуйского района Чуйской области.

### Образование
2012 год окончил Кыргызскую государственную юридическую академию города Каракол по направлению «юриспруденция».

### Политическая карьера
С 2012 по 2015 год он работал депутатом Токмакского городского кенеша. В феврале 2016 года стал депутатом Жогорку Кенеша по списку партии «Кыргызстан». Получение мандата сопровождалось скандалом, так как почти одновременно ЦИК лишил мандатов депутатов Эльмиру Джумалиеву и Чолпон Эсенаманову на основании предложения партии «Кыргызстан». Их места достались следующим в списке Урмату Самаеву и Алмазбеку Токторову. Женщины пытались через суд отменить решение ЦИК и вернуть мандаты, но безуспешно.
В марте 2018 года он боролся за кресло мэра Токмака, но перед голосованием отозвал свою кандидатуру, и мэром стал Данияр Амангельдиев.
27 июня 2019 года назначен заместителем председателя парламентского комитета по правопорядку, борьбе с преступностью и противодействию коррупции стал депутат фракции «Кыргызстан».

### Трудовая деятельность
- в 2006 году тренером по боксу в Спортивной детско-юношеской школе олимпийского резерва г. Каракол[источник не указан 1806 дней].
- Лидер молодежного движения «Келечек» и президент федерации «Кок-Бору» Чуйского района и г. Токмок[29].
- С 2012 по 2015 годы работал депутатом Токмокского городского Кенеша[источник не указан 1806 дней].
- С 2016 года депутат Жогорку Кенеша по списку политической партии «Кыргызстан»[30].
- 5 июля 2018 года избран вице-президентом Федерации «Кок-бору»[источник не указан 1806 дней].

### Личная жизнь
Женат, отец четверых детей.

## Награды
- Памятный знак «МПА СНГ. 25 лет» (13 октября 2017 года) — за содействие в деятельности Межпарламентской Ассамблеи и её органов[31].